# Santo Stefano di Magra
Santo Stefano di Magra (en lígur: San Steva, en emilià lunigià: Sa' Steu) és un comune (municipi) de la província de La Spezia, a la regió italiana de la Ligúria, situat uns 80 km al sud-est de Gènova i uns 11 km al nord-est de La Spezia. Està situat a prop de la confluència del riu Vara amb el riu Magra. Forma part del Parc Natural Regional de Montemarcello-Magra.
El municipi de Santo Stefano di Magra conté les frazioni (pobles o llogarets) de Ponzano Magra, Ponzano Belaso i Ponzano Superiore.
Santo Stefano di Magra limita amb els següents municipis: Aulla, Bolano, Sarzana i Vezzano Ligure.

## Història
Fundada abans de l'any 1000, Santo Stefano és recordat com un mercat el 981 per l'emperador Otó II del Sacre Imperi i el 1185 per l'emperador Frederic I. Va ser una etapa de la Via Francígena, amb un allotjament per a pelegrins i viatgers.
Al voltant de 1200 es menciona per primera vegada en una font escrita, en el tractat de pau entre la família Malaspina i els bisbes de Luni, Itàlia.

## Llocs d'interès
La vila està dividida en dues parts per l'antiga carretera central, i envoltada per poderoses muralles del Renaixement tardà.
L'església dedicada a Sant Esteve va ser construïda al segle xviii sobre un antic pieve medieval.